# Choxiltic
Choxiltic är en ort i Mexiko.   Den ligger i kommunen Chilón och delstaten Chiapas, i den sydöstra delen av landet, 800 km öster om huvudstaden Mexico City. Choxiltic ligger 636 meter över havet och antalet invånare är 178.
Terrängen runt Choxiltic är lite bergig. Runt Choxiltic är det ganska tätbefolkat, med 54 invånare per kvadratkilometer. Närmaste större samhälle är Jol Hic'Batil, 4,4 km sydväst om Choxiltic. I omgivningarna runt Choxiltic växer i huvudsak städsegrön lövskog.